# Andreas von Tuhr
 (octobre 2023).
Andreas von Tuhr (14 février 1864 - 16 décembre 1925) était un juriste russo-allemand dont les travaux sur les conceptions fondamentales du droit privé au sein de la tradition civile ont eu une importance durable.
Von Tuhr est né à Saint-Pétersbourg dans une famille d'origine allemande le 14 février 1864. Alors qu'il était encore enfant, il a déménagé en Allemagne. Il a étudié aux universités de Heidelberg, Leipzig et Strasbourg et a été très influencé par Bernhard Windscheid et Ernst Bekker. Il obtient son doctorat summa cum laude en 1885 à Heidelberg où son Der Nothstand im Civilrecht est publié en 1888. En 1891, il fut nommé maître de conférences à l'Université de Bâle et promu professeur ordinaire en 1893. Il épousa Johanna Rentzell en 1892.
En 1898, il fut nommé titulaire d'une chaire à l'Université de Strasbourg et devint plus tard recteur de l'université. C'est ici qu'il écrivit son ouvrage phare en plusieurs volumes Der allgemeine Teil des deutschen bürgerlichen Rechts (1910 à 1918). Lorsque l'Alsace-Lorraine passe sous contrôle français fin 1918, il doit quitter son poste. Après deux ans en Allemagne, il retourne en Suisse et occupe une chaire à l'Université de Zürich. Il y écrivit un ouvrage majeur sur le droit suisse des obligations, Allgemeiner Teil des schweizerischen Obligationenrechts, publié peu avant sa mort le 16 décembre 1925.
Son attachement émotionnel à la Russie est resté avec lui tout au long de sa vie. Il a conservé sa citoyenneté russe, tout en acquérant également la citoyenneté allemande à l'âge adulte.
« Représentant classique de la doctrine du droit civil dans la tradition pandectiste allemande »  et « l'un des juristes civils allemands les plus célèbres de son temps » , l'influence de sa pensée ne se limite pas à l'Allemagne et à la Suisse. Son Der allgemeine Teil des deutschen bürgerlichen Rechts « a, malgré son titre, une signification européenne, et pas seulement allemande ». Cet ouvrage a été traduit deux fois en espagnol. La bibliothèque de droit civil de l'Université de Kyoto est construite sur la collection personnelle de von Tuhr et nommée en son honneur.

## Œuvres publiées
- Der Nothstand im Civilrecht (1888)
- Zur Schätzung des Schadens in der Lex Aquilia (1892)
- Actio de in rem verso; zugleich ein Beitrag zur Lehre von der Geschäftsführung (1895)
- Zur Lehre von den abstrakten Schuldverträgen nach dem BGB (1903)
- Zur Lehre von der Anweisung (1906)
- Der allgemeine Teil des deutschen bürgerlichen Rechts (1910 - 1918)
- Allgemeiner Teil des obligations suisses (1924 - 1925)
- Partie générale du Code fédéral des obligations (1929 - 1931, traduction en français par Maurice de Torrenté et Emile Thilo de Allgemeiner Teil des schweizerischen Obligationenrechts
- Jus et Johanna : Liebesbriefe eines Juristen (1938, édité par JK von der Mühll-von Tuhr)
- Droit civil : teoría general del derecho civil alemán (1998, traduction en espagnol par Tito Ravá de Der allgemeine Teil des deutschen bürgerlichen Rechts Stämpfli Verlag AG, Berne
- Parte general del derecho civil (2006, traduction en espagnol par Wenceslao Roces de Der allgemeine Teil des deutschen bürgerlichen Rechts >